# Dorzecze Odry

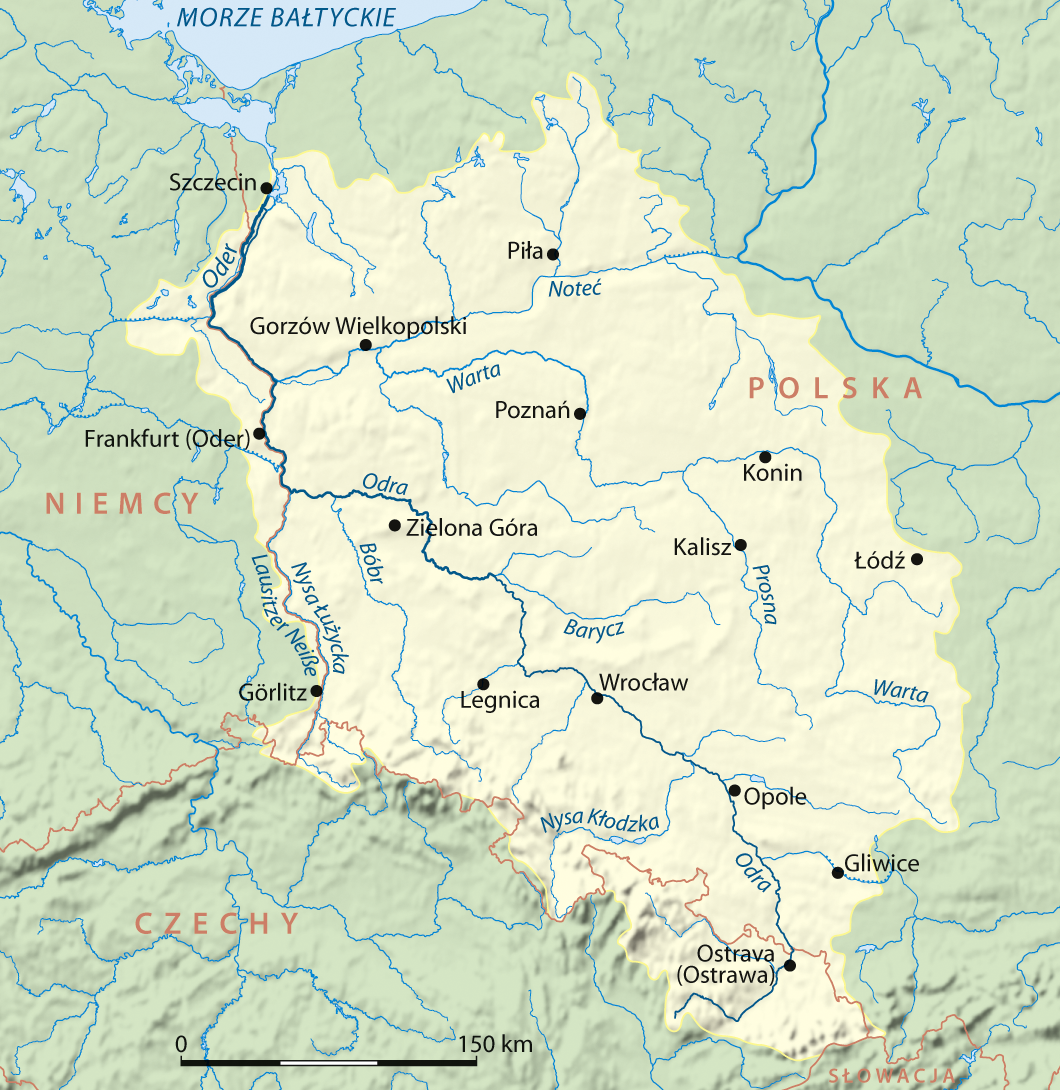
Dorzecze Odry

Dorzecze Odry – obszar, z którego do rzeki głównej Odry spływają wszystkie jej dopływy (dorzecze). Powierzchnia dorzecza wynosi 118 861 km², z czego 106 056 km² obszaru Polski.
W podziale hydrograficznym Polski dokonanym przez Instytut Meteorologii i Gospodarki Wodnej, dorzecze Odry jest podstawową jednostką hydrograficzną.

## Gospodarka wodna
W systemie administrowania wodami do obszaru dorzecza Odry na obszarze Polski zalicza się oprócz samego dorzecza Odry również dorzecza wszystkich cieków wpadających do Morza Bałtyckiego na zachód od Słupi, łącznie z przyległymi morskimi wodami przybrzeżnymi i przejściowymi.
Teren dorzecza na terenie Polski jest podzielony na 4 regiony wodne, którymi administrują 4 regionalne zarządy gospodarki wodnej.
Obszary gospodarowania wodami dorzecza Odry w Polsce:
- region wodny dolnej Odry i Przymorza Zachodniego – zarządzany przez RZGW w Szczecinie
- region wodny Warty – zarządzany przez RZGW w Poznaniu
- region wodny środkowej Odry – zarządzany przez RZGW we Wrocławiu
- region wodny Górnej Odry – zarządzany przez RZGW w Gliwicach

Obszary gospodarowania wodami dorzecza Odry w Czechach:
- Śląsk Czeski i Morawy północno-wschodnie, Czechy – zarządzany przez Povodí Odry, s. p., w Ostrawie[8]
- cypel broumowski i cypel frydlancki, Czechy – zarządzany przez Povodí Labe, s. p., w Hradcu Kralowe[9]
- cypel szluknowski, Czechy – zarządzany przez Povodí Ohře, s. p., w Chomutowie[10].

W gospodarce wodnej na poziomie międzynarodowym stosowane jest również pojęcie Międzynarodowego Obszaru Dorzecza Odry (MODO), który obejmuje oprócz właściwego dorzecza tej rzeki również Zalew Szczeciński i jego zlewnię. Tak definiowany obszar  zajmuje 124 049 km², z czego 107 169 km² na terytorium Polski, 9602 km² Niemiec i 7278 km² Czech.

## Dopływy Odry
Lista nazwanych cieków w dorzeczu Odry:
```
 
Odra
 (ujście do 
Roztoki Odrzańskiej
)
   ├───L───
Gunica

   │         └───P───
Jasienica

   │         └───P───
Rów Wołczkowski

   │         └───P───
Mała Gunica

   ├───P───
Krępa

   │         └───L───
Żabi Rów

   ├───L───
Kanał Policki

   ├───P───
Raduń
  │
   ├>>─P──────────┘
   ├───L───
Łarpia

   │         ├───L───
Grzybnica

   │         └───L───
Przęsocińska Struga

   ├───P───
Szczucznik

   ├───L───
Wietlina

   ├>>─L──────┘
   ├───P───
Ina

   │         ├───P───
Wiśniówka

   │         ├───P───
Wisełka

   │         ├───P───
Małka

   │         ├───P───
Młynówka

   │         ├───P───
Krępiel

   │         │          ├───L───
Pęzinka

   │         │          ├───P───
Giełdnica

   │         │          ├───L───
Krępa

   │         │          │         ├───P───
Dołżnica

   │         │          │         └───L───
Reczyca

   │         │          ├───P───
Sokola
 (Kłodna)
   │         │          ├───P───
Kania

   │         │          └───P───
Okra

   │         ├───L───
Mała Ina

   │         ├───P───
Reczyca

   │         ├───L───
Stobnica

   │         └───P───
Kanał Iny

   ├───P───
Kanał Skolwinki

   ├───P───
Iński Nurt

   │         └───────────────────────────────┐
   │                                         ├───P───
Kanał Komorowski

   ├───P───
Babina
                            │
   │         ├───────────────────────────────┤
   │       
Czapina
                           │
   │         └───────────────────────────────┤
   ├>>─P───
Kanał Skolwiński
                  │
   │         └───L───
Skolwinka
               │
   ├>>─P───
Święta
────────────────────────────┤
   ├───P───
Przekop Mieleński
                 │
   ├───L───
Gręziniec
   │                     │
   │                   │                     ├───P───
Chełszcząca

   │                   │                     │         └───L──
Żołnierska Struga

   │                   │                     ├───P───
Płonia

   │                   │                     │         ├───L───
Rudzianka

   │                   │                     │         ├───L───
Niedźwiedzianka

   │                   │                     │         ├───P───
Gowienica Miedwiańska

   │                   │                     │         ├───P───
Miedwinka

   │                   │                     │         ├───L───
Ostrowica

   │                   │                     │       
Kanał Płoński

   │                   │                     │         ├───L───
Kanał Młyński

   │                   │                     │         ├───L───
Stróżewski Rów

   │                   │                     │       
Płonia

   │                   │                     │         └───P───
Strzelica

   │                   │                     └───P───
Regalica

   ├>>─P───
Parnica
─────┴────────────────────────────L───┤
   ├───L───
Bukowa
                                       │
   │          │                                         ├───P───
Chojnówka

   │       
Stobnica
                                     │
   ├───L───
Kanał Kurowski
                               │
   ├>>─P────────────────────────────
Kanał Leśny
─────L───┤

Odra
                                      
Obnica
────L───┤
   ├───P───
Skośnica
                                     │
   │         └───L────────────────
Odra Wschodnia
─>>─P───┘
   │                                         ├───P───
Kanał Klucki

   │                                         ├>>─P──────┘
   │                                         ├───P───
Omulna

   │                                         ├───L───
Kanał Szeroki

   │                                         │          └───L───
Kanał Gryfiński

   │                                         ├───P───
Tywa

   │                                         ├───P───
Stara Regalica

   │                                         │          └───L───
Kanał Marwicki

   │                                         ├───L───
Pniewa

   │                                         ├───L───
Marwicka Struga

Odra Zachodnia
                               │
   ├───P───
Kanał Moczydłowski
                │
   │         └───L───
Kanał Czarny
            │
   ├───L───
Salveybach
                        │
   │          │                              │
   │       
Landgraben
                        │
   ├───L───
Höftgraben
                        │
   ├───P───
Kanał Krzyżowy
                    │
   │          │                              │
   │       
Kanał Węzłowy
                     │
   ├───L───
Alte Oder
 (Stara Odra)            │
   │         ├───L───
Welse
                   │
   │         ├───P───
Letschiner Hauptgraben
  │
   │         └───L───
Kanał Finow
             │
   ├>>─P─────────────────────────────────────┘

Odra

   ├───P───
Rurzyca

   │         ├───L───
Kalica

   │         └───P───
Kołbica

   ├───P───
Kanał Cedyński

   ├───P───
Słubia

   ├───P───
Kurzyca

   ├───P───
Myśla

   │         ├───P───
Sienica

   │         │          └───P───
Kanał Sienicy

   │         ├───P───
Kosa

   │         ├───L───
Ścieniawica

   │         ├───P───
Olchowy Rów

   │         ├───L───
Myślański Kanał

   │         ├───L───
Pręga

   │         │          ├───L───
Łączyna

   │         │       Kozi Rów
   │         ├───L───
Gniłka

   │         └───L───
Kanał Głęboki

   ├───P───
Warta

   │         ├───P───
Stara Warta

   │         │          │
   │         │       
Maszówek

   │         │          ├───L───
Racza Struga

   │         │          └───P───
Bogdanka

   │         │          └───P───
Witna

   │         ├───L───
Kanał Postomski

   │         │          ├───P───
Racza Struga

   │         │          ├───L───
Łęcza

   │         │          ├───P───
Kanał Krępiński

   │         │       
Postomia

   │         │          └───P───
Kanał Bema

   │         │                    ├───L───
Rudzianka

   │         │                    ├───L───
Lubniewka

   │         │                    └───P───
Kanał Roszkowicki

   │         ├───P───
Kłodawka

   │         │          ├───L───
Srebrna

   │         │          └───P───
Marwica

   │         ├───P───
Noteć

   │         │          ├───P───
Otok

   │         │          │         ├───P───
Łączna

   │         │          │         ├───P───
Santoczna

   │         │          │         └───P───
Pełcz

   │         │          ├───P───
Stara Noteć

   │         │          ├───L───
Kanał Goszczanowski

   │         │          ├───L───
Gościmka

   │         │          ├───L───
Lubiatka

   │         │          ├───L───
Miała

   │         │          ├───P───
Drawa

   │         │          │         ├───L───
Człopica

   │         │          │         │          └───L───
Rzeczka

   │         │          │         │                   └───P───
Modrza

   │         │          │         ├───P───
Pokrętna

   │         │          │         ├───L───
Szczuczna

   │         │          │         │          └───L───
Kanał Szczuczarz

   │         │          │         ├───P───
Mierzęcka Struga

   │         │          │         │          ├───L───
Koczynka

   │         │          │         │       
Ogardna

   │         │          │         ├───L───
Płociczna

   │         │          │         │          ├───L───
Cieszynka

   │         │          │         │          └───L───
Runica

   │         │          │         ├───P───
Sucha

   │         │          │         ├───P───
Moczel

   │         │          │         ├───L───
Korytnica

   │         │          │         │          ├───P───
Kamionka

   │         │          │         │          │         │
   │         │          │         │          │       
Stawica

   │         │          │         │          └───L───
Zgnilec

   │         │          │         ├───L───
Słopica

   │         │          │         ├───P───
Bagnica

   │         │          │         ├───P───
Sitna

   │         │          │         ├───L───
Mąkowarka

   │         │          │         │          │
   │         │          │         │       
Drawica

   │         │          │         ├───L─────────────────────
Prostynia

   │         │          │         │                               ├───P───
Borowiak

   │         │          │       
Stara Drawa
                       │
   │         │          │         ├───P───
Głęboka
                 │
   │         │          │         ├───P───
Pełknica
                │
   │         │          │         ├───P───
Radówka
                 │
   │         │          │         │         └───P───
Leniwka
       │
   │         │          │         ├>>─L───────────────────────────┘
   │         │          │       Drawa
   │         │          │         ├───P───
Drawka

   │         │          │         │          └───P───
Trzciniak

   │         │          │         ├───L───
Studzienica

   │         │          │         ├───P───
Wilżnica

   │         │          │         │          │
   │         │          │         │       Łącznik
   │         │          │         ├───P───
Kokna

   │         │          │         │          ├───L───
Rakoń

   │         │          │         │          │        └───L───
Parpla

   │         │          │         │       
Rakowiec

   │         │          │         ├───L───
Wąsowa

   │         │          │         ├───P───
Drawisko

   │         │          │         └───P───
Miedznik

   │         │          ├───L───
Gulczanka

   │         │          ├───P───
Rudnica

   │         │          │         └───L───
Rudawka

   │         │          ├───P───
Łaga

   │         │          │         └───L───
Trzcianka

   │         │          ├───P───
Łomnica

   │         │          ├───P───
Gwda

   │         │          │         ├───P───
Ruda

   │         │          │         ├───L───
Głomia

   │         │          │         │          ├───L───
Kocunia

   │         │          │         │          └───L───
Strużnica

   │         │          │         ├───P───
Piława

   │         │          │         │          └───P───
Dobrzyca

   │         │          │         │                   ├───L───
Zdbica

   │         │          │         │                   ├───P───
Piławka

   │         │          │         │                   │        └───P───
Żydówka

   │         │          │         │                   ├───P───
Kłębowianka

   │         │          │         │                   ├───P───
Świniarka

   │         │          │         │                   ├───P───
Świerczyniec

   │         │          │         │                   └───P───
Nieciecza

   │         │          │         ├───L───
Pękawnica

   │         │          │         ├───P───
Rurzyca

   │         │          │         ├───P───
Plitnica

   │         │          │         │          ├───L───
Kanał Sypniewski

   │         │          │         │          ├───L───
Kamionka

   │         │          │         │          ├───L───
Samborka

   │         │          │         ├───P───
Młynówka

   │         │          │         │          ├───P───
Ptusza

   │         │          │         │          ├───P───
Oska

   │         │          │         │          └───P───
Trzęsa

   │         │          │         ├───P───
Czarna

   │         │          │         ├───P───
Debrzynka

   │         │          │         ├───L───
Szczyra

   │         │          │         │          └───L───
Chrząstowa

   │         │          │         ├───L───
Mokrzenica

   │         │          │         ├───L───
Czernica

   │         │          │         │          ├───P───
Gnilec

   │         │          │         │          └───P───
Biała

   │         │          │         ├───P───
Osoka

   │         │          │         │          └───P───
Siedlicka Struga

   │         │          │         ├───L───
Dołga

   │         │          │         ├───P───
Nizica

   │         │          │         │          └───────
Kanał Radacki

   │         │          │         │                   └───P───
Kanał Mosiński

   │         │          │         ├───────
Bielec

   │         │          │         └───────
Strużka

   │         │          ├───L───
Bolemka

   │         │          ├───L───
Margoninka

   │         │          ├───P───
Białośliwka

   │         │          ├───L───
Młynówka Borowska

   │         │          ├───L───
Kcynka

   │         │          ├───P───
Łobżonka

   │         │          │         └───L───
Orla

   │         │          ├───P───
Rokitka

   │         │          ├───P───
Kanał Bydgoski

   │         │          │         └───L───
Górny Kanał Noteci

   │         │          └───L───
Gąsawka

   │         ├───L───
Obra

   │         │          │
   │         │       
Kanał Bledzewski

   │         │          └───L───
Jordanka

   │         ├───L───
Męcinka

   │         ├───L───
Kamionka

   │         │          └───L───
Bielina

   │         ├───P───
Kłosowska Struga

   │         ├───L───
Śremska Struga

   │         ├───P───
Lichwińska Struga

   │         ├───L───
Jaroszewska Struga

   │         ├───L───
Osiecznica

   │         ├───L───
Ostroroga

   │         ├───P───
Rów Rzeciński

   │         ├───P───
Smolnica

   │         ├───L───
Sama

   │         ├───P───
Kończak

   │         │          ├───P───
Kanał Połajewski

   │         │          ├───P───
Kanał Godoski

   │         │          ├───L───
Kanał Ludomicki

   │         │          └───────
Kanał Orłowski

   │         ├───L───
Samica Kierska

   │         ├───P───
Wełna

   │         │          ├───P───
Nielba

   │         │          ├───P───
Struga Gołaniecka

   │         │          ├───P───
Struga Potulicka

   │         │          ├───P───
Flinta

   │         │          ├───L───
Wełnianka

   │         │          └───L───
Mała Wełna

   │         ├───P───
Trojanka

   │         │          ├───L───
Goślinka

   │         │          ├───P───
Kanał Kąty

   │         │          └───P───
Kanał Wojnowski

   │         ├───L───
Różany Potok

   │         ├───P───
Koźlanka

   │         ├───P───
Główna

   │         ├───P───
Cybina

   │         │          ├───L───
Piaśnica

   │         │          │         └───P───
Pokrzywka

   │         │          ├───P───
Szklarka

   │         │          ├───L───
Chartynia

   │         │          ├───P───
Kaczeniec

   │         │          ├───L───
Struga

   │         │          ├───P───
Zielinka

   │         │          ├───L───
Mielcuch

   │         │          ├───P───
Kanał Czachurski

   │         │          └───P───
Szkudelniak

   │         ├───L───
Bogdanka

   │         │          ├───L───
Wierzbak

   │         │          ├───L───
Golęcinka

   │         │          └───L───
Strzeszyński Strumień

   │         ├───P───
Starynka

   │         ├───L───
Junikowski Strumień

   │         │          └───L───
Ceglanka

   │         ├───P───
Czapnica

   │         ├───P───
Kopel

   │         │          ├───L───
Głuszynka

   │         │          ├───P───
Michałówka

   │         │          │         ├───P───
Świątnica

   │         │          │         ├───L───
Krzesinka

   │         │          │         ├───P───
Spławka

   │         │          │         │        └───L───
Dworski Rów

   │         │          │         ├───P───
Łężynka

   │         │          │         ├───P───
Polny Rów

   │         │          │         └───P───
Leśny Potok

   │         │          ├───L───
Średzka Struga

   │         │          └───L───
Męcina

   │         ├───L───
Wirynka

   │         ├───L───
Kanał Mosiński

   │         │          ├───L───
Samica Stęszewska

   │         │          ├───P───
Olszynka

   │         │          ├───L───
Żydowski Rów

   │         │          ├───P───
Rów Dunaja

   │         │          ├───L───
Kanał Prut

   │         │          └───────
Kanał Kościański

   │         ├───L───
Kanał Szymanowo-Grzybno

   │         ├───P───
Młynisko

   │         ├───L───
Pysząca

   │         ├───L───
Graniczny Kanał

   │         ├───L───
Kanał Książ

   │         ├───P───
Moskawa

   │         ├───P───
Kanał Borowski

   │         ├───L───
Kanał Roguski

   │         ├───P───
Baba

   │         ├───L───
Lutynia

   │         ├───L───
Prosna

   │         │          ├───P───
Bartosz

   │         │          ├───L───
Grabówka

   │         │          ├───P───
Kanał Oborski

   │         │          ├───L───
Garbacz

   │         │          ├───L───
Pleszewski Potok

   │         │          ├───L───
Błotnia

   │         │          ├───L───
Ner

   │         │          ├───L───
Giszka

   │         │          ├───L───
Trzemna

   │         │          ├───L───
Pomianka

   │         │          ├───L───
Niesób

   │         │          ├───P───
Struga Węglewska

   │         │          ├───P───
Łużyca

   │         │          ├───L───
Lipówka

   │         │          ├───L───
Ołobok

   │         │          │         ├───P───
Struga Ostrowska

   │         │          │         ├───L───
Niedźwiada

   │         │          │         ├───L───
Ciemna

   │         │          │         └───P───
Gniła Barycz

   │         │          ├───P───
Pokrzywnica

   │         │          ├───P───
Swędrnia

   │         │          ├───P───
Bernardynka

   │         │          └───P───
Bartosz

   │         ├───P───
Ner

   │         ├───P───
Wiercica

   │         │          ├───L───
Jaźwiniec

   │         │          └───L───
Biechówka

   │         ├───P───
Rgilewka

   │         ├───P───
Widawka

   │         │          ├───L───
Krasówka

   │         │          ├───L───
Nieciecz

   │         │          ├───L───
Świętojanka

   │         │          ├───P───
Grabia

   │         │          ├───P───
Pilsia

   │         │          ├───P───
Ścichawka

   │         │          └───P───
Rakówka

   │         ├───L───
Liswarta

   │         │          ├───────
Młynówka

   │         │          ├───────
Pankówka

   │         │          ├───────
Piskara

   │         │          ├───────
Opatówka

   │         │          ├───────
Biała Oksza

   │         │          └───────
Czarna Oksza
 (Kocinka)
   │         ├───L───
Kiełbaska

   │         ├───L───
Postomia

   │         │          ├───L───
Lenka

   │         │          ├───L───
Ośnianka

   │         │          └───P───
Kanał Bema

   │         ├───P───
Radomka

   │         └───L───
Stradomka

   ├───P───
Ilanka

   ├───P───
Pliszka

   ├───L───
Nysa Łużycka

   │         ├───P───
Miedzianka

   │         ├───P───
Witka

   │         │          ├───P───
Bílý potok
 (na terenie Czech)
   │         │          └───P───
Koci Potok
 (na terenie Czech)
   │         ├───P───
Czerwona Woda

   │         ├───P───
Jędrzychowicki Potok

   │         ├───P───
Skróda

   │         ├───P───
Lubsza

   │         ├───L───
Mandau
 (na terenie Niemiec)
   │         └───L───
Plißnitz
 (na terenie Niemiec)
   ├───L───
Bóbr

   │         ├───P───
Szprotawa

   │         │          ├───P───
Zielenica

   │         │          ├───P───
Kalinka

   │         │          ├───P───
Szprotawica

   │         │          ├───L───
Kamienny Potok

   │         │          ├───P───
Kanał Północny

   │         │          ├───L───
Młot
│
   │         │          ├>>─P───────┘
   │         │          ├───P───
Skłoba

   │         │          │         └───P───
Kłębanówka

   │         │          ├───L───
Kanał Nowodworski

   │         │          ├───P───
Błotna

   │         │          ├───L───
Leszczynka

   │         │          ├───P───
Kalina

   │         │          ├───L───
Chocianowska Woda

   │         │          │         └───P───
Równik)

   │         │          ├───P───
Mokrzyca

   │         │          ├───P───Dopływ z Nowego Dworu
   │         │          ├───P───
Zielenica

   │         │          │         ├───P───Dopływ z Jędrzychowa
   │         │          │         └───L───
Glibiel

   │         │          └───L───
Trzebnicka Woda

   │         ├───L───
Kwisa

   │         ├───L───
Czerna Wielka

   │         │          └───P───
Czerna Mała

   │         ├───L───
Kamienna

   │         │          └───P───
Wrzosówka

   │         │                    └───P───
Podgórna

   │         ├───P───
Lesk

   │         │          ├───L───
Grzędzi Potok

   │         │          ├───P───
Czerwony Strumień

   │         │          └───P───
Leśna woda

   │         └———P———
Zadrna

   │                    ├———P———
Łężec

   │                    ├———L———
Cedron

   │                    ├———P———
Kochanówka

   │                    ├———P———
Jawiszówka

   │                    ├———L———
Olszanica

   │                    └———P———
Meta

   ├───P───
Barycz

   │         ├───P───
Kopanica
 (Polski, Rów)
   │         ├───L───
Tynica

   │         ├───L───
Sąsiecznica

   │         ├───P───
Orla

   │         │          ├───L───
Czarna Woda

   │         │          ├───L───
Żydowski Potok

   │         │          ├───L───
Borownica

   │         │          ├───P───
Rdęca

   │         │          ├───P───
Dąbroczna

   │         │          └───P───
Masłówka

   |         ├───P───
Łacha

   |         ├───L───
Krępa

   |         ├───L───
Prądnica

   │         ├───L───
Polska Woda

   │         ├───P───
Czarna Woda

   │         ├───L───
Złotnica

   │         ├───P───
Kuroch

   │         └───L───
Dąbrówka

   ├───P───
Jezierzyca

   │         └───────
Mojęcka Struga

   │                    └───────
Juszka

   ├───L───
Zimnica

   ├───L───
Kaczawa

   │         ├───P───
Wierzbiak

   │         ├───L───
Czarna Woda

   │         │          └───P───
Skora

   │         │                    ├───L───
Młynówka

   │         │                    └───P───
Czermnica

   │         ├───P───
Nysa Szalona

   │         │          ├───L───
Błotnia

   │         │          ├───L───
Męcinka

   │         │          ├───L───
Starucha

   │         │          ├───L───
Księginka

   │         │          ├───L───
Jawornik

   │         │          ├───L───
Nysa Mała

   │         │          │         ├───P───
Przyłęcznica

   │         │          │         ├───P───
Świekotka

   │         │          │         └───P───
Lipnica

   │         │          ├───P───
Sadówka

   │         │          ├───L───
Rochowicka Woda

   │         │          └───P───
Ochodnik

   │         ├───P───
Drążnica

   │         ├───P───
Wilcza

   │         ├───L───
Koziniec

   │         ├───L───
Młynka

   │         │          └───P───Dolina Głęboka
   │         ├───P───
Kamiennik

   │         │          └───P───
Czerwieniec

   │         ├───L───
Świerzawa

   │         │          └───L───
Radzynka

   │         ├───P───
Bukownica

   │         │          └───P───
Sarnka

   │         ├───P───
Olszanka

   │         └───L───
Bełczek

   ├───L───
Kanał Rogowski
 (Suszka)
   ├───L───
Cicha Woda

   │         ├───P───
Drążnik

   │         └───L───
Czerniec

   │         └───L───
Jarosławiec

   ├───P───
Widawa

   │         ├───L───
Graniczna

   │         ├───P───
Oleśnica

   │         └───P───
Dobra

   ├───L───
Bystrzyca

   │         ├───P───
Czarna Woda

   │         │          └───P───
Sulistrowicki Potok

   │         ├───P───
Piława

   │         │          ├───L───
Bojanicka Woda

   │         │          │         └───P───
Węglówka

   │         │          ├───L───
Kłomnica

   │         │          │         ├───L───
Miła

   │         │          │         └───L───
Graniczny Potok

   │         │          ├───L───
Pieszycki Potok

   │         │          ├───L───
Brzęczek

   │         │          ├───P───
Koguci Potok

   │         │          └───L───
Bielawica

   │         │                    └───P───
Czerwony Potok

   │         ├───L───
Strzegomka

   │         │          └───P───
Pełcznica

   │         ├───L───
Witoszówka

   │         ├───L───
Młynówka

   │         ├───L───
Złoty Potok

   │         ├───P───
Młynówka

   │         │          └───P───
Michałkowski Potok

   │         ├───P───
Walimka

   │         │          ├───P───
Sowi Spław

   │         │          │         └───L───
Gontowy Spław

   │         │          ├───P───
Barani Dół

   │         │          └───P───
Srebrna Woda

   │         ├───P───
Jaworzynik

   │         │          └───P───
Jaworzynka

   │         ├───L───
Rybna

   │         ├───L───
Złota Woda

   │         ├───L───
Otłuczyna

   │         ├───P───
Kłobia

   ├───L───
Ślęza

   │         ├───P───
Żurawka

   │         │          └───P───
Mszana

   │         ├───P───
Mała Ślęza

   │         ├───L───
Oleszna

   │         ├───────
Grabiszynka

   │         ├───────
Kasina

   │         ├───────
Ługowina

   │         ├───────
Olszówka Krzycka

   │         ├───────
Oporówka

   │         └───────
Piaskówka

   ├───L───
Oława

   │         ├───L───
Brochówka

   │         ├───L───
Zielona

   │         │          └───L───
Krzywy Potok

   │         ├───P───
Psarski Potok

   │         ├───P───
Gojna

   │         └───P───
Krynka

   ├───P───
Stobrawa

   │         ├───L───
Budkowiczanka

   │         │          └───L───
Brynica

   ├───L───
Nysa Kłodzka

   │         ├───P───
Biała Głuchołaska

   │         │          ├───L───
Stařic
 (na terenie Czech)
   │         │          └───L───
Mora

   │         ├───P───
Widna

   │         ├───P───
Płocha

   │         ├───P───
Raczyna

   │         │          ├───P───
Świdna

   │         ├───P───
Tarnawka

   │         ├───P───
Kamienica

   │         ├───P───
Trująca

   │         ├───L───
Budzówka

   │         │          └───L───
Jadkowa

   │         │                    └───P───
Zamkowy Potok

   │         ├───L───
Ścinawka

   │         │          ├───L───
Sokołowiec

   │         │          ├───L───
Marcowski Potok

   │         │          ├───L───
Włodzica

   │         │          │         ├───L───
Sowi Potok

   │         │          │         ├───L───
Jugowski Potok

   │         │          │         ├───L───
Piekielnica

   │         │          │         └───L───
Woliborka

   │         │          ├───L───
Szczyp

   │         │          ├───L───
Dzik

   │         │          ├───L───
Bożkowski Potok

   │         │          ├───L───
Czerwionek

   │         │          ├───P───
Piekło

   │         │          ├───P───
Pośna

   │         │          └───P───
Roszycki Spław

   │         ├───P───
Jaszkówka

   │         │
   │         ├───P───
Biała Lądecka

   │         │          ├───L───
Piotrówka

   │         │          ├───P───
Skrzynczana

   │         │          │         └───P───
Brodek

   │         │          ├───L───
Konradka

   │         │          ├───P───
Orliczka

   │         │          ├───P───
Borówkowy Potok

   │         │          ├───L───
Morawka

   │         │          │         └───L───
Kleśnica

   │         │          │                    └───L───
Gołogórski Potok

   │         │          ├───L───
Kobylica

   │         │          ├───P───
Jesionowy Spław

   │         │          ├───L───
Kopcowy Potok

   │         │          ├───L───
Bierawka

   │         │          ├───L───
Morawski Potok

   │         │          ├───L───
Czarny Potok

   │         │          └───L───
Działowy Spław

   │         ├───L───
Bystrzyca Łomnicka

   │         ├───L───
Bystrzyca Dusznicka

   │         │          ├───P───
Jastrzębnik

   │         │          ├───P───
Biały Potok

   │         │          └───P───
Wapienny Potok

   │         ├───L───
Łomnica

   │         │          ├───P───
Hubka

   │         │          ├───P───
Jastrząb

   │         │          └───P───
Kamieniec

   │         ├───P───
Waliszowska Woda

   │         │             ├───L───Pławienka
   │         │             ├───P───
Panna

   │         │             ├───L───dopływ koło góry Łazek
   │         │             ├───P───
Równica

   │         │             ├───P───dopływ z Marcinkowa
   │         │             └───P───dopływ z Suchonia
   │         │
   │         ├───P───
Pławna

   │         ├───P───
Wilczka

   │         │          └───P───
Bogoryja

   │         ├───P───
Polna

   │         └───L───
Kamieńczyk

   │                    └───P───
Kamionka

   ├───P───
Mała Panew

   │         ├───────
Stoła

   │         │          ├───────
Pniowiec

   │         │          ├───────
Brzeźnica

   │         │          ├───────
Graniczna Woda

   │         │          └───────
Dębnica

   │         └───────
Ligancja

   ├───L───
Osobłoga

   │         └───L───
Biała

   │         ├───L───
Lubrzanka

   │         ├───L───
Prudnik

   │         │           └───L───
Złoty Potok

   │         │                      └───P───
Bystry Potok

   │         │
   │         ├───L───
Młynówka

   │         ├───L───Lesný potok
   │         ├───P───Hrozová (potok Grozowy/Ciekłec/Wielki potok)
   │         │          └───P───Matějovický potok (Maciejowicki potok)
   │         │          └───L───Trója (Troja/Wielki potok)
   │         ├───L───Karlovský potok
   │         ├───P───Lužná
   │         ├───P───Povelický potok
   │         ├───P───Liptaňský potok
   │         ├───P───Mušlov
   │         ├───P───Svinný potok
   ├───L───
Stradunia

   ├───P───
Kłodnica

   ├───L───
Cisek

   ├───P───
Bierawka

   ├───P───
Ruda

   │         ├───L───
Nacyna

   │         └───L───
Sumina

   ├───P───
Łęgoń

   │         ├───P───
Suminka

   │         └───P───
Żabnica

   │                    └───P───
Nędza

   ├─────────P──────────┐
   ├───L───
Psinka
       │
   ├─────────P───────
Kanał Ulga

   │                    └───P───
Plęśnica

   │                              └───P───
Kamieniok

   ├───L───
Psina

   │         ├───P───
Troja

   │         └───P───
Biała Woda
 (oficjalnie potok Krzanówka
[
12
]
)
   ├───P───
Olza

   │         ├───L───
Łomna

   │         ├───P───
Głuchówka

   │         ├───P───
Puńcówka

   │         ├───P───
Bobrówka

   │         ├───L───
Stonawka

   │         ├───P───
Pietrówka

   │         └───P───
Lesznica

   |                    ├───P───
Jedłownicki Potok

   │                    ├───P───
Potok Radliński

   │                    ├───L───
Marklówka

   │                    ├───L───
Potok Sakandrzok

   │                    ├───L───
Potok Kokoszycki

   |                    ├───L───
Krostoszowicki Potok

   │                    └───P───
Szotkówka

   |                               └───P───
Kościelnik

   |                               └───P───
Kolejówka

   |                               └───P───
Mszanka

   |                               └───L───
Jastrzębianka

   |                               └───L───
Ruptawka

   |                               └───P───
Skrzyszowski Potok

   ├───P───
Ostrawica

   │         ├───L───
Čeladenka

   │         ├───P───
Morawka

   │         └───P───
Łucyna

   ├───L───
Opawa

   │         └───P───Děhylovský potok
   │         └───P───Hrabyňka
   │         ├───L───Štěpánka
   │         └───P───Ohrozima
   │         └───P───Sedlinka
   │         └───P───Hoštata
   │         ├───L───Kateřinský potok
   │         └───P───
Morawica

   │         ├───L───Ostra (Pilšťský potok)
   │         ├───P───Velká (Jaktarka)
   │         ├───P───Heraltický potok
   │         ├───P───Lipinka
   │         ├───P───Hořina
   │         ├───P───Čižina
   │         ├───L───Wilżyna
   │         ├───P───Černý potok
   │         ├───P───Hájnický potok
   │         ├───L───Obecní potok
   │         ├───L───Potok Ciermięcicki (Trmantický potok)
   │         ├───L───Opawica
   │                    ├───L───Mohla (Radynka/Potok Mokry)
   │                    ├───P───Ježnický potok
   │                    ├───P───Hůrka
   │                    ├───P───Kobylí potok
   │                    ├───P───Burkvízský potok
   │                    ├───L───Láč
   │                    ├───L───Valštejnský potok
   │                    ├───L───Solný potok
   │                    ├───L───Komorský potok
   │                    ├───P───Tisová
   │                    ├───P───Ptáčník
   │         ├───L───Kostelecký potok (Jelení potok)
   │         ├───P───Guntramovický potok
   │         ├───L───Krasovka
   │         ├───P───Zátoráček
   │         ├───L───Čakovský potok
   │         ├───P───Milotický potok
   │         ├───P───Oborenský potok
   │                    ├───P───Smrčinský potok
   │                    ├───L───Popel
   │                    ├───L───Zelený potok
   │         ├───L───Jelení potok
   │         ├───P───Skrbovický potok
   │         ├───L───Kamenný potok
   │         ├───L───Kobylí potok
   │         ├───P───Uhlířský potok
   ├───L───
Porubka

   ├───P───
Ondřejnice

   ├───P───
Lubina

   ├───P───
Jičínka

   ├───P───
Luha

Odra

(źródło)
```